# Tanytarsus balateatus
Tanytarsus balateatus är en tvåvingeart som beskrevs av Freeman 1955. Tanytarsus balateatus ingår i släktet Tanytarsus och familjen fjädermyggor. Inga underarter finns listade i Catalogue of Life.